# Pampalini
A Pampalini egy lengyel rajzfilmsorozat, ami 1975 és 1980 között készült.

## Miről szól a sorozat
A lengyel rajzfilmsorozat hőse a mindenre elszánt vadász, Pampalini. Afrika sivatagain keresztül a hófödte Alpokon át vadászszenvedélyének hódol hősünk, aki folyamatosan sok-sok kalandba csöppen. De a szenvedély azért szenvedély, hogy minden akadályt legyőzzön. Bár Pampalini a híres vadász soha nem lövi le a vadakat, inkább összebarátkozik velük. Kalandjait végigkíséri egy idegesítő majom, aki mindig elrontja a vadász tervét. Útjai során találkozik többek között tapírral, óriáskígyóval, grizzly medvével, de még az oroszlánt és a jetit is megpróbálja elfogni.

## A sorozat részei
1. Pampalini és a Grizzly medve
2. Pampalini és a Krokodil
3. Pampalini és az Oroszlán
4. Pampalini és a Tapír
5. Pampalini és a Keselyű
6. Pampalini és az Óriáskígyó
7. Pampalini és a Jeti
8. Pampalini és az Elefánt
9. Pampalini és a Zsiráf
10. Pampalini és a Strucc
11. Pampalini és a Gorilla
12. Pampalini és a Hangyász
13. Pampalini és a Víziló

## Folytatás
A sorozatnak folytatása készült, amit magyarul Pampalini visszatér címmel mutattak be.

## Fordítás
- Ez a szócikk részben vagy egészben  a   Pampalini łowca zwierząt című lengyel Wikipédia-szócikk fordításán alapul.  Az eredeti cikk szerkesztőit annak laptörténete sorolja fel. Ez a jelzés csupán a megfogalmazás eredetét és a szerzői jogokat jelzi, nem szolgál a cikkben szereplő információk forrásmegjelöléseként.